# Telescopio Wolter

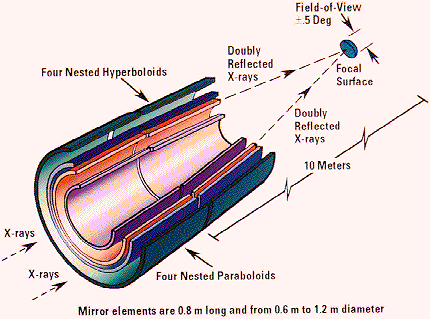
Dibujo esquemático del telescopio Wolter del Observatorio Chandra.

Un telescopio Wolter es un tipo de telescopio para la observación de rayos X, mediante la utilización de bajos ángulos de incidencia de la radiación sobre la instrumentación. Los telescopios de luz visible se construyen con lentes o con espejos parabólicos que reciben la radiación de manera prácticamente perpendicular, pero ninguno de esos dos métodos sirve para la rayos X. Del mismo modo, las lentes de los telescopios de luz visible están hechos con materiales transparentes que presentan un índice de refracción significativamente distinto de uno, pero no se conoce un material equivalente para los rayos X. Asimismo, los telescopios de espejos convencionales no funcionan adecuadamente con rayos X, ya que esta llega con un ángulo de incidencia normal sobre la superficie de los espejos, por lo que los rayos X, altamente energéticos, son transmitidos o absorbidos, pero no reflejados. 
No obstante, se pueden construir espejos para rayos X; el ángulo de incidencia de la radiación debe ser muy bajo, típicamente entre 10 minutos de arco y 2°, lo que se denomina incidencia rasante. En 1952, el físico alemán Hans Wolter describió tres maneras en las que era posible construir dicho telescopio —gracias a que se cumplía la relación de senos de Abbe, y se evitaban por tanto la aberración cromática y la esférica—, usando para ello una combinación de paraboloide más hiperboloide o bien paraboloide más elipsoide, en la cual el paraboloide constituye el espejo primario y tanto hiperboloide como elipsoide serían espejos secundarios. Los tres sistemas recibieron el nombre de telescopios Wolter de tipo I, II y III, que son elegidos en función de las ventajas e inconvenientes que presentan cada uno, por ejemplo, el de tipo I es más adecuado para la obtención de imágenes, mientras que el de tipo II es más apropiado para espectroscopia.
La clave del descubrimiento de Wolter fue que mediante la utilización de dos espejos es posible crear un telescopio con un campo de visión suficientemente ancho como para que su fabricación y uso sean interesantes. Si el telescopio sólo dispusiera de un espejo parabólico, podría enfocar los rayos X, pero únicamente cerca del centro del campo de visión, ya que sufriría de una aberración cromática extrema lejos de él. 